# Respect (película de 2021)
Respect es una película dramática biográfica estadounidense dirigida por Liesl Tommy. Basada en la vida de la cantante Aretha Franklin, está protagonizada por Jennifer Hudson en el papel principal. Forest Whitaker, Marlon Wayans, Audra McDonald, Queen Latifah, Marc Maron, Tituss Burgess, Tate Donovan y Mary J. Blige también interpretan papeles secundarios. Su estreno general ocurrió el 13 de agosto de 2021.

## Sinopsis
Aretha Franklin, hija de Barbara Siggers y pastora bautista Clarence LeVaughn Franklin, se convirtió en gospel vocalista de apoyo cuando era pequeña en la iglesia de su padre en Detroit. Con los años, se convertirá en una cantante popular de soul.

## Elenco
- Jennifer Hudson como Aretha Franklin.
  - Skye Dakota Turner como la joven Aretha Franklin.
- Forest Whitaker como CL Franklin.
- Marlon Wayans como Ted White.
- Audra McDonald como Barbara Siggers Franklin.
- Queen Latifah como Mahalia Jackson.
- Mary J. Blige como Dinah Washington.
- Heather Headley como Clara Ward.
- Marc Maron como Jerry Wexler.
- Tate Donovan como John Hammond.
- Tituss Burgess como James Cleveland.
- Saycon Sengbloh como Erma Franklin.
- Hailey Kilgore como Carolyn Franklin.
- Kimberly Scott como Mama Franklin.
- Lodric D. Collins como Smokey Robinson.

## Producción
El proyecto llevaba mucho tiempo en desarrollo, con Jennifer Hudson preparada para interpretar a Aretha Franklin. La misma Franklin estuvo involucrada en el desarrollo hasta su muerte el 16 de agosto de 2018. En enero de 2019, Liesl Tommy estaba destinada a dirigir la película. El resto del elenco se agregó en octubre de 2019, incluidos Forest Whitaker, Marlon Wayans, Queen Latifah, Audra McDonald y Mary J. Blige.
En un acuerdo de pizarra de junio de 2019, MGM agregó a Bron Creative como una compañía cofinanciadora y productora de esta película. El rodaje comenzó en Atlanta, Georgia, el 2 de septiembre de 2019, y finalizó el 15 de febrero de 2020.

## Lanzamiento
Respect se estrenó en Los Ángeles el 8 de agosto de 2021 y se estrenó en cines en los Estados Unidos el 13 de agosto de 2021. Originalmente estaba programado para el 14 de agosto de 2020, y luego fue retrasado, producto a la pandemia de COVID-19, al 9 de octubre y luego al 25 de diciembre .

## Controversias familiares sobre el film
Kecalf Cunningham, cuarto hijo de la "Reina del Soul" (apodo de Aretha Franklin), ha publicado un mensaje asegurando que jamás se ha consultado a la familia sobre la historia contada en la película. 
«¿Cómo puedes hacer una película sobre una persona y no hablar con los hijos o nietos de ésta sobre la información importante de su vida? [...] Si eres un ‘auténtico’ fan de mi madre... por favor, no apoyes esto y pregúntate ¿te gustaría que hubieran hecho lo mismo con tu familia?». Comentó vía Facebook el hijo menor de Aretha Franklin. La única parte del film sobre Aretha Franklin con la que no está en desacuerdo es la elección de Hudson como protagonista, puesto que esa fue la única decisión que tomó su madre sobre la película cuando todavía vivía.
Por otra parte, David Bennett, abogado de Aretha Franklin y gestor de su herencia, ha dicho al medio estadounidense Detroit Free Press que Cunningham en realidad ha mentido al decir que “habla por toda la familia”. Luego, Bennet manifestó: “Sé que no habla por su hermano Ted White (tercer hijo de la cantante) o su hermano Clarence Franklin (primer hijo). Los nietos no tienen absolutamente nada que ver con esto. Lo que realmente está haciendo es hablar por sí mismo” ha asegurado Bennet, que también ha revelado que los directivos de Metro Goldwyn Mayer (MGM), productora que se ha hecho cargo del film, le han hecho saber que “no están contentos con esto”.